# Jos ten Horn

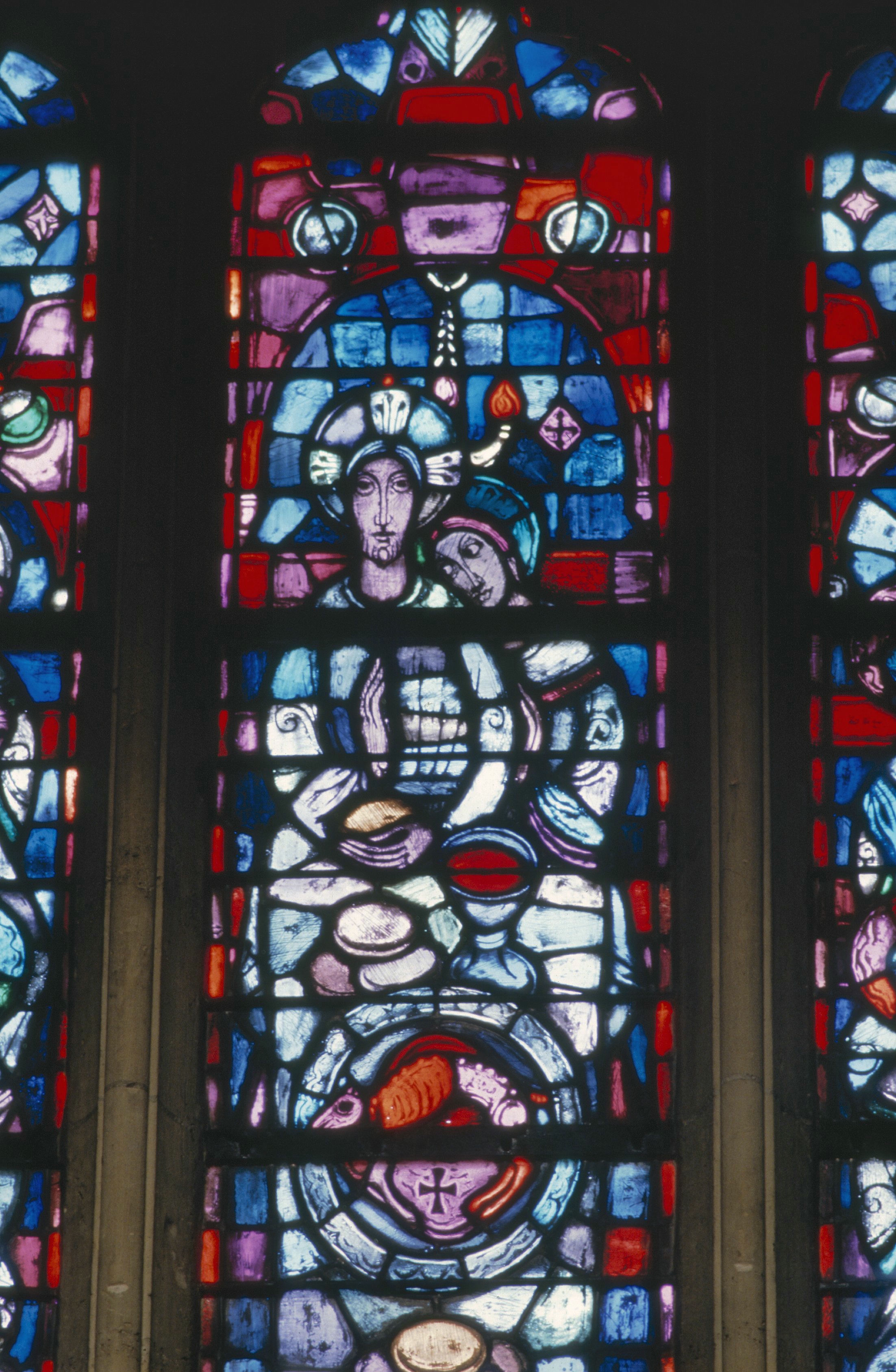
Detail glas-in-loodraam in Meerssen

Joseph Otto Carel (Jos) ten Horn (Wageningen, 15 juni 1894 – Utrecht, 1 juni 1956) was een Nederlandse glazenier, schilder, tekenaar en hoogleraar.

## Leven en werk
Jos ten Horn was een zoon van de koopman Laurens Jan ten Horn en Henriette Berndina Antonia Huberta van der Heijden. Hij trouwde met Cornelia Hubertha Susanna Lapp.
Ten Horn volgde tekenlessen bij de beeldhouwer August Falise in Wageningen en bezocht de Rijksschool voor Kunstnijverheid in Amsterdam waar hij een leerling was van Georg Sturm. Hij werkte vervolgens een aantal jaren als ontwerper en uitvoerder van glas-in-loodramen bij het Atelier Cuypers & Co. in Roermond. In zijn vroege werk is de invloed vanuit de middeleeuwse kunst zichtbaar, met een gotische en byzantiniserende stijl, zijn latere ramen zijn levendiger en tonen de invloed van de ramen in de kathedraal van Chartres.
Na zijn tijd bij Cuypers werkte Ten Horn als zelfstandig kunstenaar. Naast glas-in-loodramen maakte hij onder meer diverse wand- en plafondschilderingen voor kerken. Voorbeelden hiervan zijn de wandschildering van de verering van het kruis en Maria in de Goirkese kerk in Tilburg en de gewelfschilderingen in de Sint-Luciakerk in Ravenstein. In de jaren twintig woonde Ten Horn in Wolfheze en vervolgens in Almelo, waar hij diverse ramen maakte, in de jaren dertig verhuisde hij naar de Rijnkade in Arnhem. Op de wereldtentoonstelling van 1937 in Parijs werd in het pauselijk paviljoen een altaar getoond van Jan van Dillen met een retabel van Ten Horn, dat zij vijf jaar eerder hadden gemaakt voor het psychiatrisch ziekenhuis 'Voorburg' in Vught. Bij de slag om Arnhem (1944) verloor Ten Horn zijn huis met atelier, waarna hij zich vestigde in Utrecht. 
In 1950 werden Ten Horn, Hubert Levigne en Frits Peutz benoemd tot hoogleraar aan de Jan van Eyck Academie in Maastricht. Levigne doceerde grafische vormgeving, Peutz architectuur en Ten Horn gaf les in monumentale schilderkunst en de glazenierskunst. Studenten van Ten Horn waren onder anderen Petrus Josephus Schoofs, Hans Truijen, Jo de Visser en Wies van de Wijngaert. Voor zijn eigen werk en dat van zijn studenten werkte hij samen met het glasatelier van Gerard Mesterom in Bunde. In april 1956 werd Ten Horn ernstig ziek, hij overleed twee maanden later, kort voor zijn 62e verjaardag, in het Sint Antonius Ziekenhuis in Utrecht.

## Werken (selectie)
- glas in lood (1924) voor de Mariakerk in Almelo
- glas-in-loodraam (1928) boven de entree van de St. Georgiuskerk in Almelo
- glas in lood (1929) voor de Sint-Egbertuskerk in Almelo
- wandschilderingen en een kruisweg (jaren 30) voor de Sint-Agathakerk in Harreveld
- wandschilderingen (1934) voor de Johannes de Doperkerk in Keijenborg
- schildering voor de HH. Bonifatius en Gezellenkerk in Haaksbergen
- altaarretabel (1932) voor het gesticht 'Voorburg' in Vught
- apsis-schildering (1942) voor de Goirkese kerk in Tilburg
- schilderingen (1940-1942) voor de Sint-Lambertuskerk in Haaren
- muurschildering (1940) voor de kapel van de St. Josephstichting in Apeldoorn
- glas-in-loodraam voor het raadhuis in Veghel
- glas-in-loodramen, muur- en gewelfschilderingen voor de Sint-Bartholomeuskerk in Zevenbergen
- kruiswegstatie voor de Johannes de Doperkerk in Wierden
- glas-in-loodramen (1950-1956) voor de Basiliek van het H. Sacrament in Meerssen
- glas-in-loodramen (1952-1956) voor de Sint-Lambertuskerk in Horst
- schilderingen in de Sint-Luciakerk in Ravenstein
- zeven glas-in-loodramen in het koor van de Heilig Hartkerk in Arnhem

## Afbeeldingen

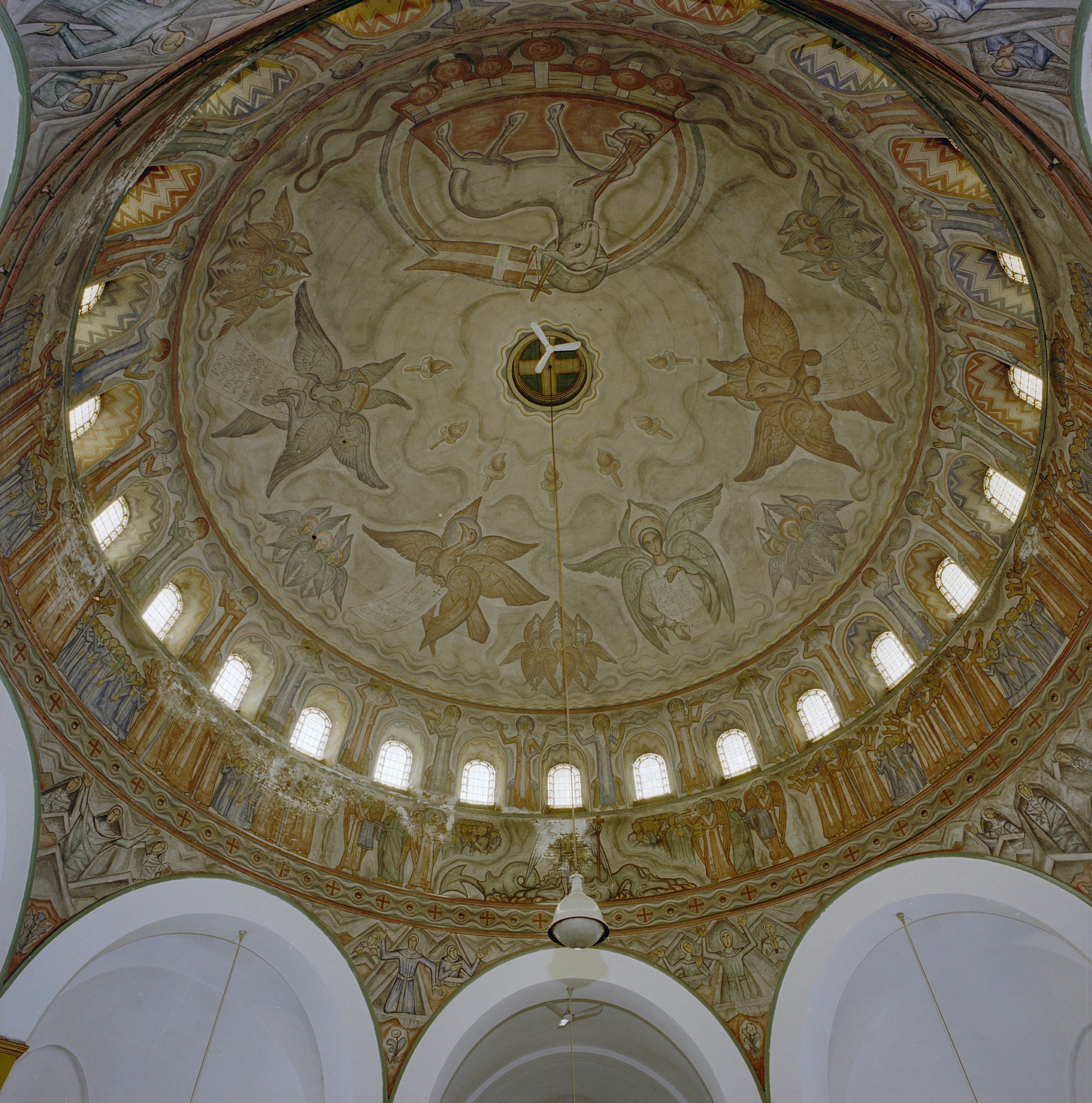
Koepelschildering in Almelo
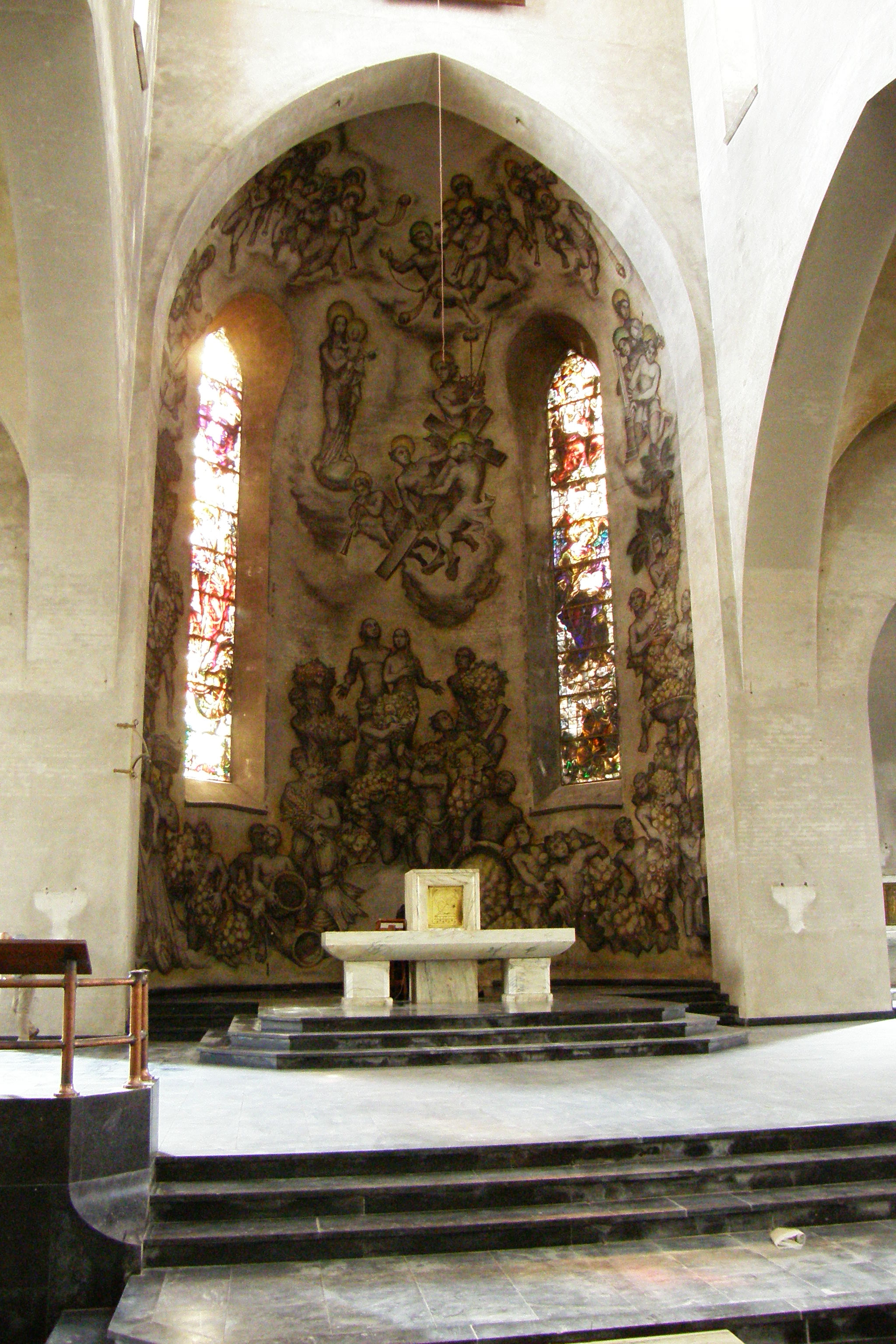
Apsis-schildering in Tilburg
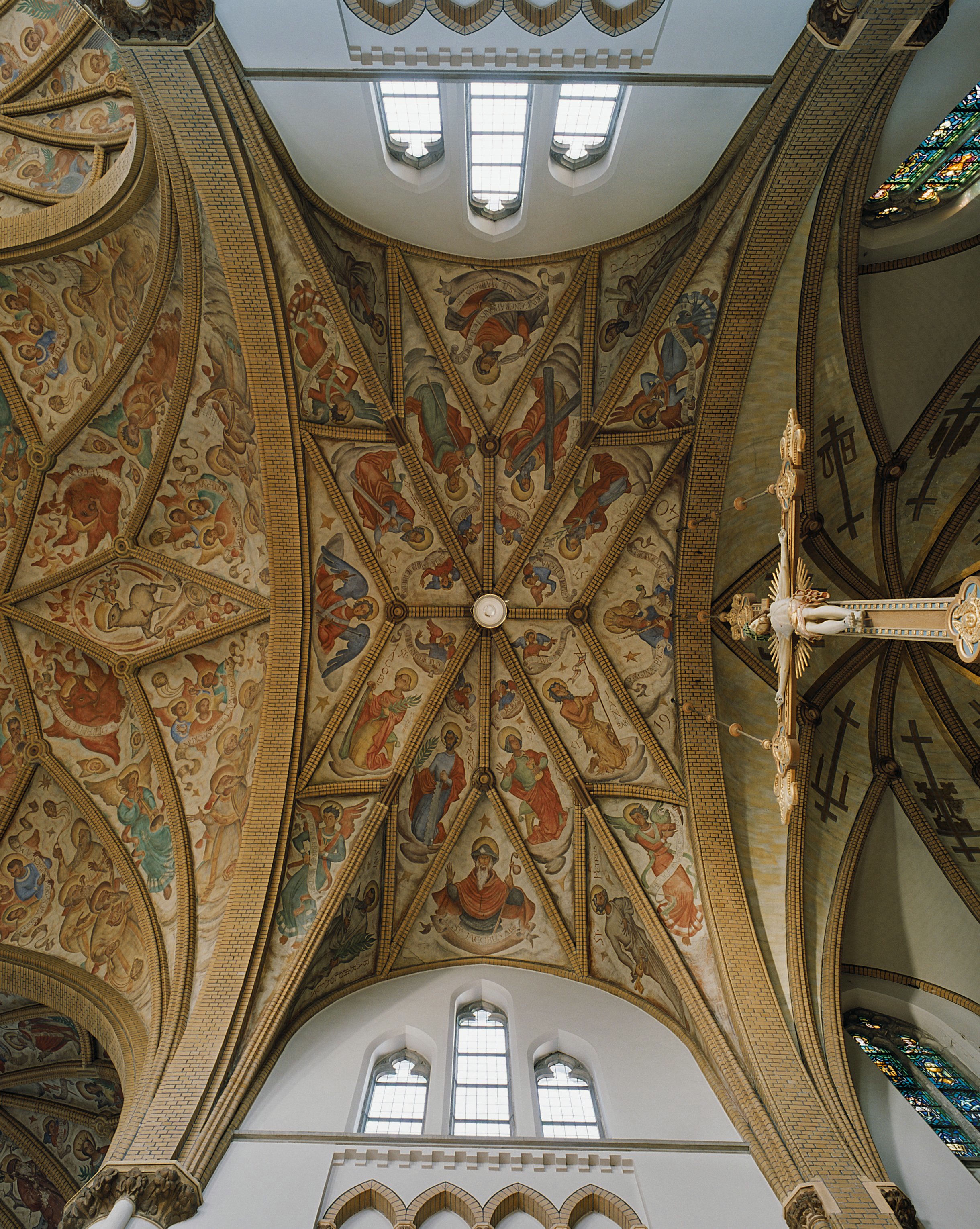
Gewelfschildering in Haaren
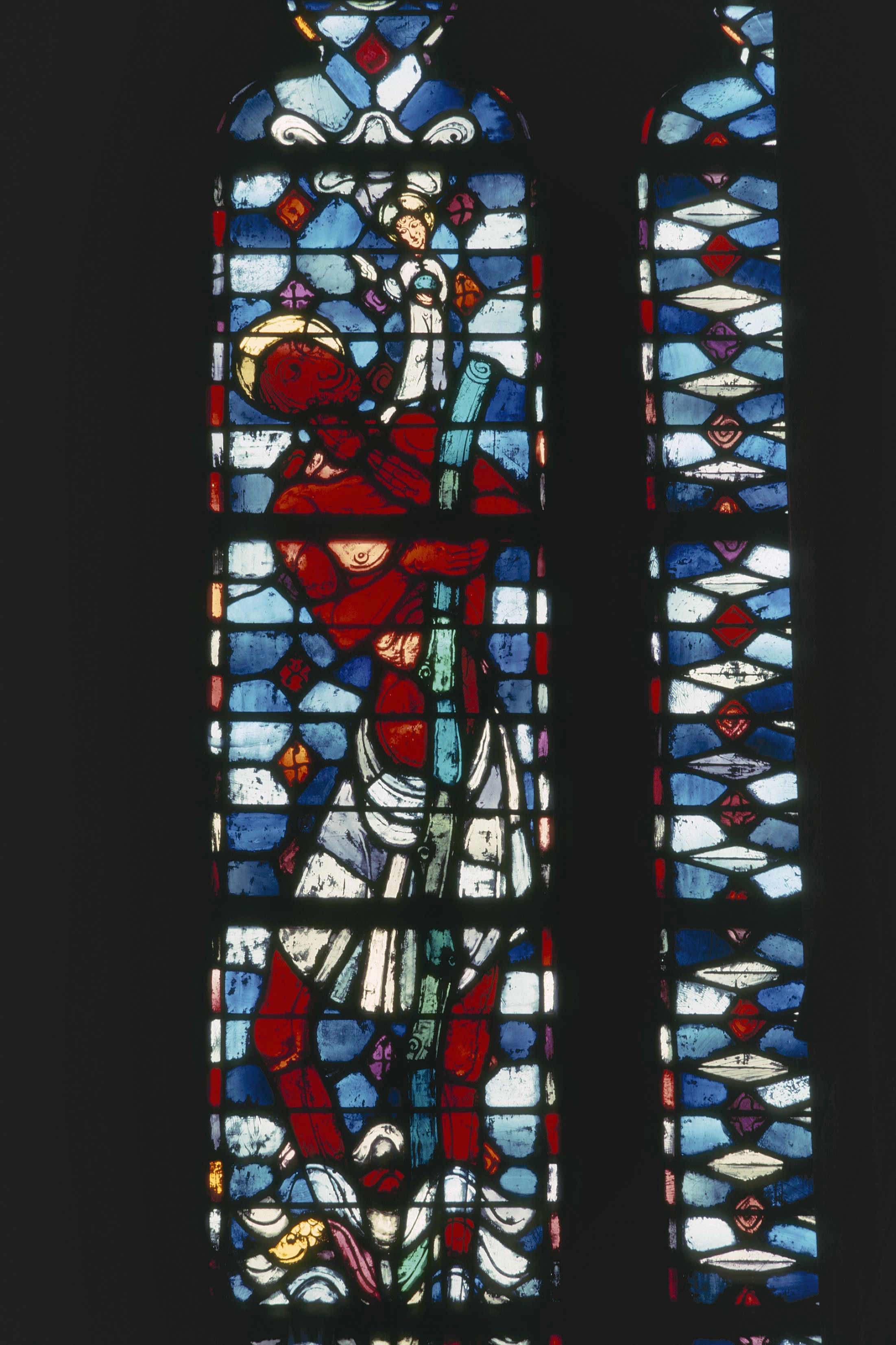
Christoforusraam in Meerssen
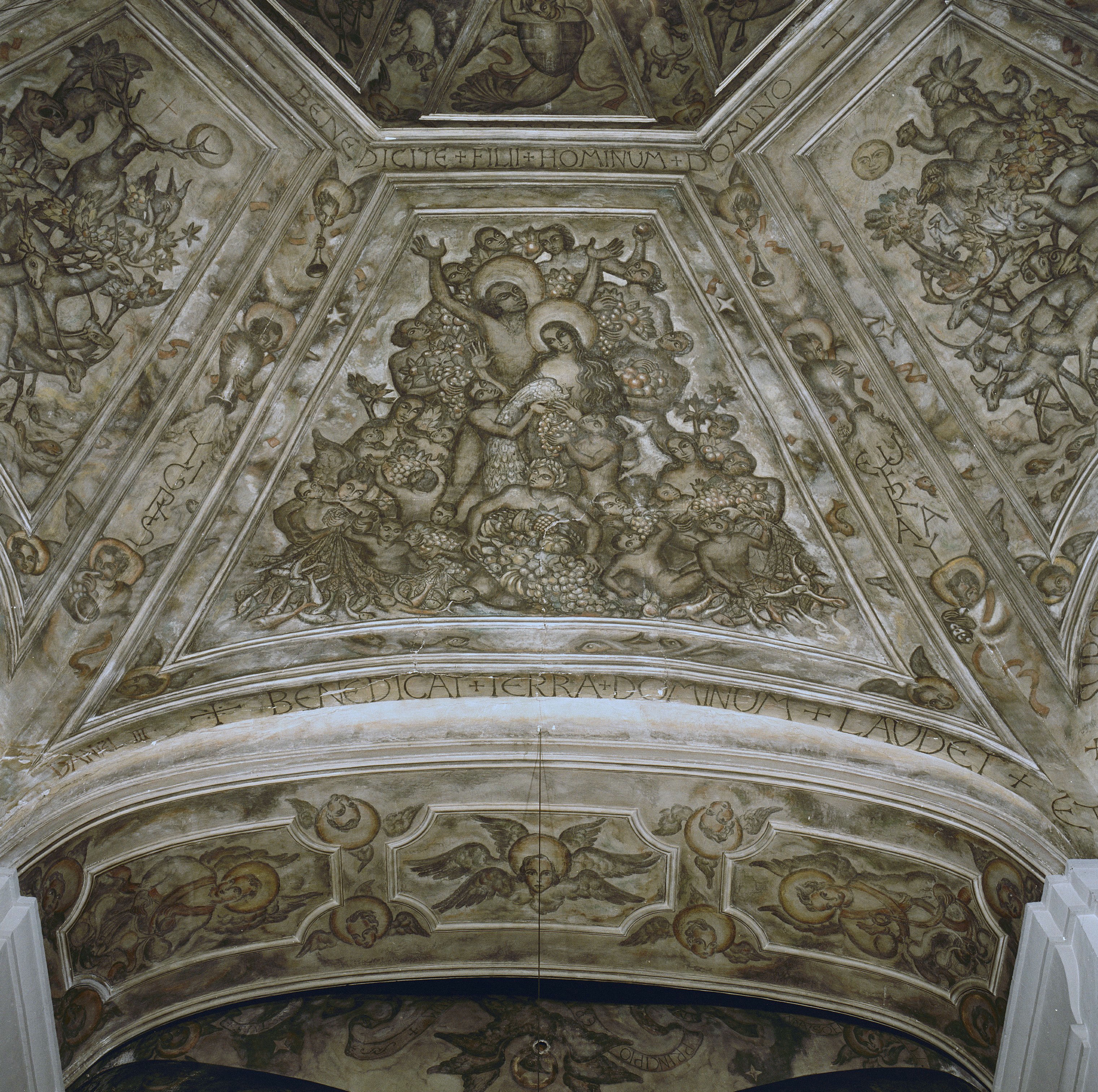
Gewelfschildering in Ravenstein